# 国際興業バス鳩ヶ谷営業所

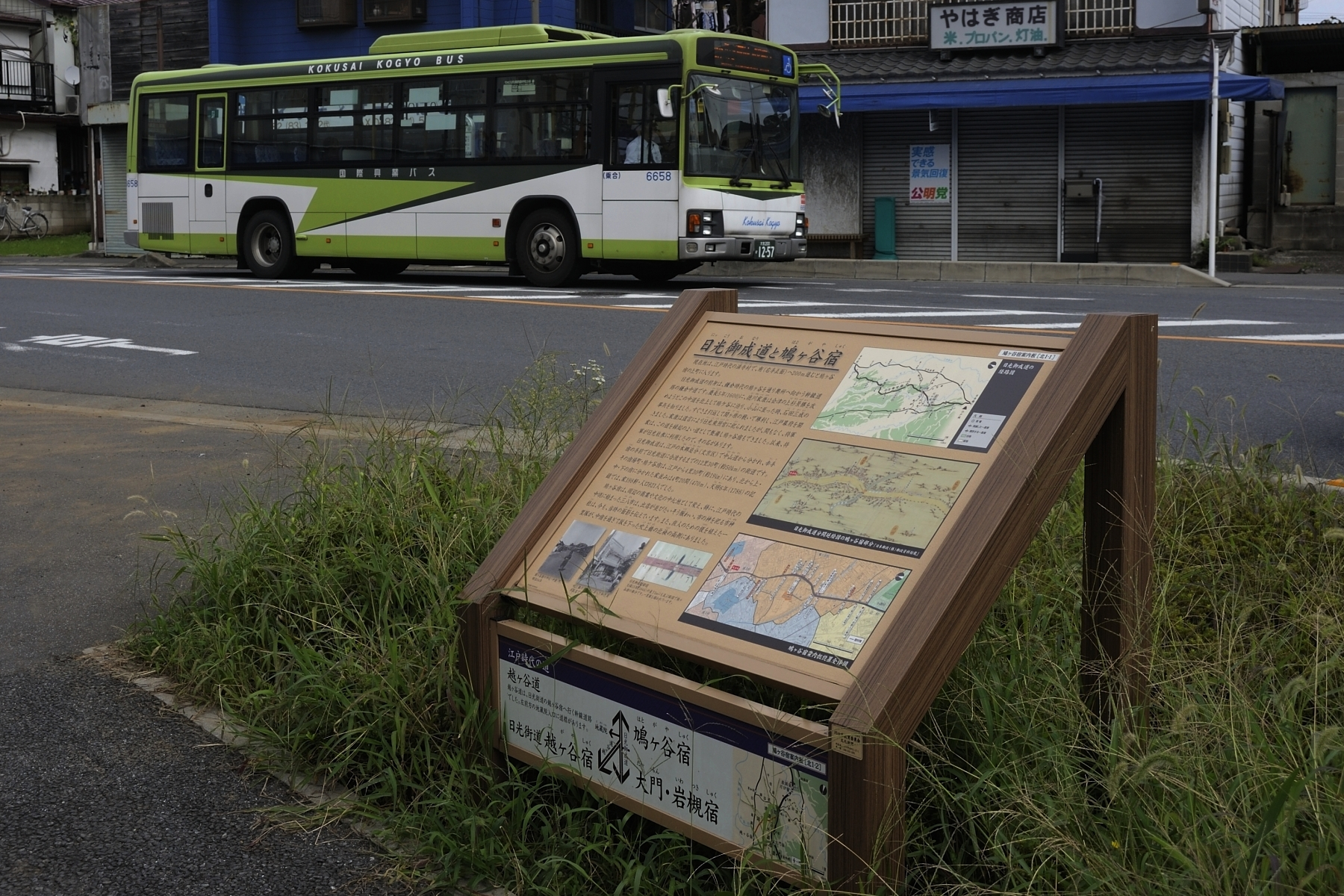
桜町二丁目停留所付近に存在する日光御成道と鳩ヶ谷宿の案内

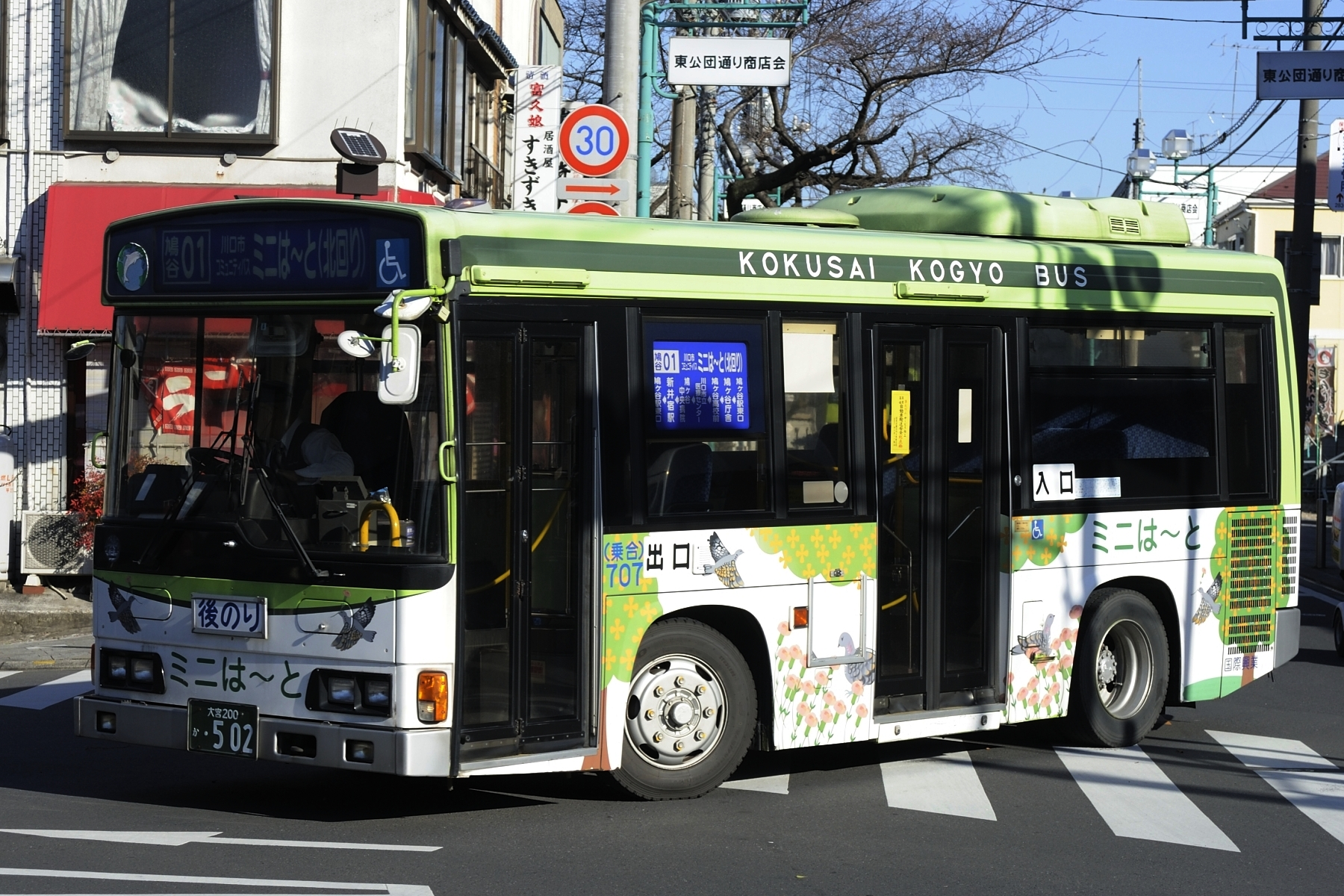
川口市（旧鳩ヶ谷市）コミュニティバス「ミニは～と」の専用車 (707・現在は除籍済み)

国際興業バス鳩ヶ谷営業所（こくさいこうぎょうバスはとがやえいぎょうしょ）は、埼玉県川口市赤山184番地に位置する国際興業バスの営業所である。
主に埼玉県川口市と蕨市・さいたま市緑区の路線を中心に担当しているが、一部路線は越谷市や東京都北区まで達する。

## 概要
鳩ヶ谷営業所は開設以来三度に渡って移転しており、2014年6月14日までは新井宿駅の少し南に位置していた。
2001年3月27日まで、鳩ヶ谷市内（当時）には鉄道駅が一つも存在せず、近隣の鉄道駅は京浜東北線の川口駅・西川口駅・蕨駅であった。そのため各駅へ向かうためには当営業所の路線を使わざるを得ず、鳩ヶ谷営業所や営業所の南にあった「鳩ヶ谷ターミナル（浦寺折返場）」を起点とする路線はかなりの本数が設定され、特にラッシュ時には増発便も運行されるなどしていた。同年3月28日の埼玉高速鉄道開業によって、鳩ヶ谷営業所近辺に鳩ヶ谷駅・新井宿駅が開設されると、鉄道と重複する路線を中心に廃止・短縮、経路変更などの大規模なダイヤ改正が実施された。しかし、埼玉高速鉄道への乗客の流れが予想を下回り、再編成を実施した多くの路線では乗客の積み残しが発生する事態に陥ったため、改正直後から高密度な臨時便の確保や、廃止・短縮路線の復活・延伸、起終点変更のダイヤ改正が実施され、現在では埼玉高速鉄道開業前の水準まで回復している。
近年では、埼玉高速鉄道と経路がほぼ全線にわたって重複しているにもかかわらず、一定またはそれ以上の乗客が利用している赤21（赤羽駅東口 - 鳩ヶ谷公団住宅）を中心に、鳩ヶ谷中心部へ向けての深夜バスを増便させるなど、深夜時間帯の通勤客の輸送に力を注いでいたが、他営業所同様に新型コロナの影響及び2024年問題のため、深夜バスなどは運休中である。
2008年2月28日から「ミニは〜と（廃止)」「みんななかまバス」の専用車を除く一般車両にPASMOが導入された。
道路拡幅に伴う用地捻出および施設老朽化のため、鳩ヶ谷営業所は2014年6月15日に川口市赤山にある赤芝入口停留所付近の新営業所へ移転・開業した。また、2018年2月1日には新井宿駅ロータリーの移設工事により、2001年3月の埼玉高速鉄道開業と同時に開設された旧ロータリーが閉鎖されることでバスの折り返しに支障が生じることから、新井宿駅発着路線の一部を川口市立医療センターおよび桜町二丁目発着へ変更するダイヤ改正を実施した。この措置は同年8月末まで続き、9月1日にロータリー完成によって再度ダイヤ改正が実施、医療センターおよび桜町二丁目発着路線は運行を終えた。

## 沿革

### 鳩ヶ谷から赤羽・浦和方面へ路線拡大
鳩ヶ谷営業所は1915年6月19日に地元有志により設立され、同月28日に鳩ヶ谷 -（岩槻街道）- 川口駅線を開業させた「鳩ヶ谷自動車」を起源としている。その後、路線を岩槻街道に沿って少しずつ延伸させ、1927年には北端を風渡野（現：東武野田線七里駅付近）まで、南端は1928年に赤羽駅 - 王子駅線を開業させたことで王子駅まで到達させた。1929年には開業したばかりの新荒川大橋経由で川口 - 赤羽線を開業させたほか、この新荒川大橋を経由して後に現在でも主力路線とされている鳩ヶ谷 - 赤羽駅線（現：赤21）の運行を開始した。
1932年には、従来まで精力的に路線を拡大させていった赤羽・川口 - 鳩ヶ谷方面以外に、国道463号に沿った越谷 - 浦和線、浦和 - 志木線（現：西浦和営業所の志01）のほか、それまで路線を有していなかった浦和市（現：さいたま市）内においても営業が開始され、1935年（昭和10年）9月30日蕨 - 鳩ヶ谷線、川口駅 - 前川線を有していた青木自動車を統合。1937年（昭和12年）2月28日には「銀バス」の名で鳩ヶ谷自動車と競合していた川口乗合自動車を合併吸収して路線網を拡充した。

### 東都乗合へ吸収合併〜国際興業バス成立
戦前の僅か10年弱もの短期間に相次いで路線を開業させ、急速に成長を見せた鳩ヶ谷自動車だったが、1936年（昭和11年）2月15日に京王電気軌道の傘下に入った。その後1944年（昭和19年）5月31日に実施された東京急行電鉄による京王電気軌道の合併を経て、同年12月30日に同じ京王系列から東急系となった東都乗合自動車に、もともと東横・東急系列だった中仙道乗合自動車と共に吸収合併された。これにより、鳩ヶ谷自動車の本社は東都乗合自動車の鳩ヶ谷営業所として継承された。
さらに、終戦直後の1946年（昭和21年）12月、東都乗合自動車は東急総帥の五島慶太の個人的な縁により小佐野賢治に売却された。
1950年（昭和25年）12月1日に国際興業バスが成立するが、その時点でも鳩ヶ谷営業所の所在地は鳩ヶ谷町浦寺23に位置していた。その後、1952年12月5日に同町浦寺20へ移転、1964年3月12日に川口市西新井宿へ移転、2014年6月15日に現在の川口市赤山の赤芝入口バス停付近へ移転して現在に至る。

### 鉄道駅への輸送を重視
鳩ヶ谷営業所の所管路線は、前述の鳩ヶ谷 - 赤羽駅線、鳩ヶ谷 - 川口駅線などのように、営業所を持つ鳩ヶ谷と京浜東北線の各駅を連絡する路線を中心に引き続き運行されてきたが、一時期は赤羽駅 - 岩槻駅線、川口駅 - 安行循環線のように、鳩ヶ谷を縦横に貫通した運行も行われていた。1950年代に入ると、新路線として蓮田駅 - 風渡野 - 鳩ヶ谷 - 西新井橋 - 千住中組線の長距離路線が運行を開始した。結局、都心への直通バスは道路渋滞などの問題によって実現しなかったものの、川口駅 - 東京駅線（都営バスと共同運行）などの新たな都心へのアクセス路線が誕生した。
一方、鳩ヶ谷周辺では相次いで住宅・団地の建設が進められ、団地と鉄道駅を結ぶ路線が開業した。1958年には東鳩ヶ谷団地（現：鳩ヶ谷公団住宅）への入居が開始されたため、同年12月より赤羽駅 - 鳩ヶ谷住宅線（現：赤21）の運行が開始された。なお、東鳩ヶ谷団地の停留所名は「鳩ヶ谷公団住宅」であるが、停留所の設置からしばらくの間は「鳩ヶ谷住宅公団」と称された。
しかし、自動車の普及などで道路渋滞が激しくなったことから、長距離路線を中心に定時運行が困難な状態が発生していく。このため、路線の整理・短縮・縮小などが相次いで実施され、前述の蓮田駅 - 千住中組線は全長30kmにも及ぶ長距離路線であることから複数の系統に分断、東京側の発着点も京成関屋駅へ変更されるなど、大幅に再編された。道路渋滞は都心部だけでなく鳩ヶ谷地区においても発生しており、赤羽駅 - 鳩ヶ谷線の本数を大幅に削減し、削減した分を新設した鳩ヶ谷 - 西川口駅線（現：西川01）へ回すなど、早急な対応が求められた。また、1973年には西武バスとの路線調整によって鳩ヶ谷市内の西武バス路線を譲受し、同年10月1日の武蔵野線開業によって設置された東川口駅を発着する路線の再編成も合わせて実施、鳩ヶ谷 - 京成関屋線や鳩ヶ谷 - 浦和駅線の廃止も行われた。

### 埼玉高速鉄道開業による第二次再編
従来までは都心部方面などへのアクセス路線を中心に運行していたが、相次ぐ住宅・団地の建設・入居開始によって、鳩ヶ谷営業所ではこれらと鉄道駅を結ぶ路線を有するように方針転換した。こうした対応が早急だったことでいち早く鳩ヶ谷市内における重要な輸送手段として運行を続けていたが、その運行に打撃を与える事態が発生する。
2001年3月28日の埼玉高速鉄道線開業によって、旧鳩ヶ谷市内に南鳩ヶ谷駅・鳩ヶ谷駅、川口市内でも旧鳩ヶ谷市境近隣に新井宿駅の3駅が設置された。これによって、従来まで鳩ヶ谷地区の一大ターミナルとして使用してきた浦寺操車場（鳩ヶ谷ターミナル）および変電所発着便が全て廃止、既存路線の埼玉高速鉄道の各駅へ接続するように経路変更を実施したほか、本数の全体的な削減といった大規模な路線再編が行われた。戦前に開業し、この時点まで鳩ヶ谷営業所の最主力路線だった赤羽駅 - 鳩ヶ谷公団住宅線（赤21）も、埼玉高速鉄道とほぼ平行することから減便されたが、埼玉高速鉄道への乗客の転移が予想を下回る水準に留まったことから、ラッシュ時を中心に乗客の積み残しが発生した。このため、改正直後から変電所発着便の一時的な復活（臨時便の運行）や本数の増便が行われ、また同年5月・10月に再改正が実施され、現在では埼玉高速鉄道開業以前の水準にまで戻っている。

## 現行路線

### 赤羽駅 → 川口駅 → 東浦和駅線（深夜バス）
- 赤12：赤羽駅東口 →（無停車）→ 川口郵便局 → 川口駅東口 → 青木公園入口 → 川口市立高校 → 上青木交番 → 上根橋 → 伊刈消防署 → 東浦和駅（深夜バス）

赤羽駅着の京浜東北線最終電車に接続する深夜バスで、2003年11月16日に新井宿駅行きとして新設された。その後、2004年4月に神根支所経由、2005年9月から伊刈消防署経由東浦和駅行きへ変更された。2010年5月17日より、途中停留所からの乗車は不可能となり、降車専用扱い（乗車は赤羽駅のみ）となった。
新型コロナウイルスの影響で2020年4月14日より運休中。

### 赤羽駅 - 鳩ヶ谷庁舎 - 鳩ヶ谷地区方面線

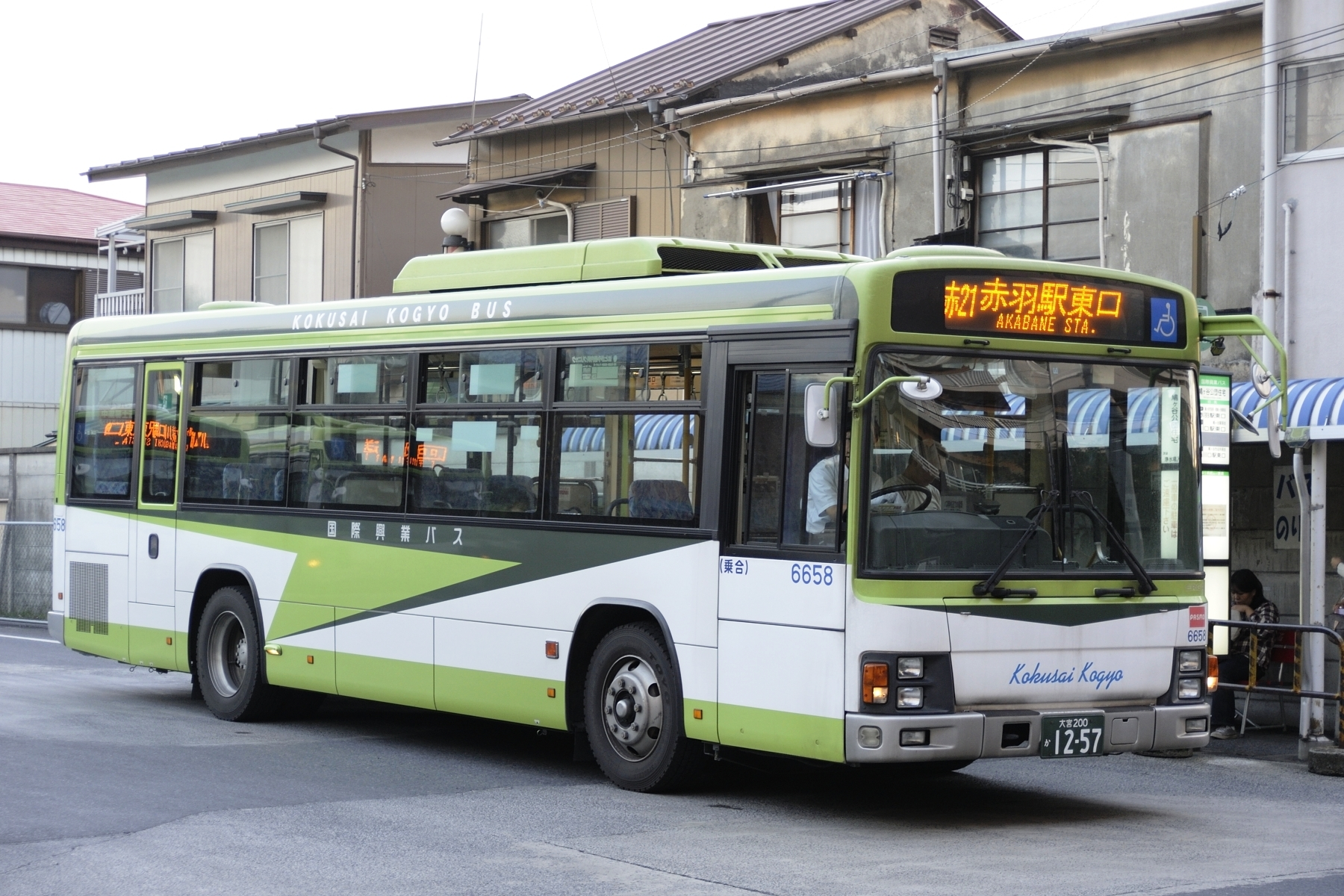
鳩ヶ谷公団住宅で発車を待つ赤21 (6658)

- 赤20：赤羽駅東口 - 赤羽岩淵駅 - 荒川大橋 - 川口元郷駅 - 南鳩ヶ谷駅 - 変電所 - 鳩ヶ谷庁舎 - 桜町二丁目 - 新井宿駅 - 川口市立医療センター
- 赤21：赤羽駅東口 - 赤羽岩淵駅 - 荒川大橋 - 川口元郷駅 - 南鳩ヶ谷駅 - 変電所 - 鳩ヶ谷庁舎 - 桜町二丁目 - 鳩ヶ谷公団住宅

歴史は長く、起源は鳩ヶ谷自動車が最初に開通した路線にまで遡る。1916年の開業当初は川口駅 - 鳩ヶ谷線だったが、新荒川大橋の開通を経て1929年に赤羽駅への乗り入れを開始した。戦後は川口駅非経由化を経て1958年に鳩ヶ谷公団住宅発着便が開通し、この頃より利用者が急増、1964年には赤羽駅 - 三ツ和（現・鳩ヶ谷庁舎付近）を無停車とする急行が新設されたほか、1972年に元郷新道（現・川口元郷駅） - 赤羽駅でバス専用レーンを導入、1983年には変電所 - 浦寺の旧道上り線を通勤時間帯に限ってバス専用道路とするなど、運行円滑化のため様々な対策が行われた。このように、東京都内北部と旧・鳩ヶ谷市内を結ぶ大動脈の路線として、埼玉地区の国際興業バス路線を代表する最主力路線として利用されてきたが、2001年3月28日に埼玉高速鉄道が開業すると事態は一変する。
埼玉高速鉄道開業によって本数は半減、赤20・20-2（初代）が統合されて新井宿駅経由に変更されたほか、赤22（赤羽駅 - 変電所）などの廃止、さらに長年終着地として利用されてきた鳩ヶ谷ターミナル（浦寺操車場）が閉鎖された。以前のような勢いは失われているものの鳩ヶ谷営業所の最主力路線であることに変わりはなく、日中は赤21が1時間に3本、赤20が1時間に1本の運行、夕方以降は赤21のみで1時間に5本となる。さらに埼玉高速鉄道の料金が割高なうえに赤羽駅に接続していないため乗客が路線バスの利用を継続していることもあり、再び本数が増えると共に利用者の数も安定、現在でも大量輸送手段としての大役を担っている。
赤21の深夜バスは平日の終電前・終電後ともに3便ずつ合計6便が走るほか、土曜日にも1便が設定され、乗り場も日中のターミナル外からターミナル内に移動しており、鉄道からの乗り換え客がスムーズに乗車できるように工夫されている。深夜バスの最終便は、2010年5月17日より途中停留所からの乗車が不可能となり、降車専用扱い（乗車は赤羽駅のみ）となった。出発時刻は当初25:10発だったが、京浜東北線のダイヤ改正により2018年3月19日夜より25:15発となった。
2011年10月11日に鳩ヶ谷市が川口市に編入合併されたため、鳩ヶ谷市役所停留所が「鳩ヶ谷庁舎」に改称、本町などの旧・鳩ヶ谷市内の地区は「鳩ヶ谷本町」などに改称された。2013年2月16日、一度廃止されていた赤20-2が同経路で平日朝に限り1便新設された。2013年11月16日より、鳩ヶ谷方面は赤羽駅東口を発車後、赤羽駅東口25:15発（赤21深夜バス最終便、2018年3月19日夜出発便より5分繰り下げ）を除いて赤羽東本通り上に新設された停留所にも停車するようになった。
2014年6月15日の車庫移転後も川18・西川01と同じく、鳩ヶ谷公団住宅 - 鳩ヶ谷車庫間は営業運転が行われずに全便が回送で出入庫している。
2023年8月17日の改正で朝1本のみ運行されていた川口元郷駅始発の赤20-2が廃止された。

### 川口駅 - 蕨駅線・上根橋循環
- 川05：川口駅東口 - 天神橋 - 上根橋 - 網代橋 - 芝南公民館 - 蕨駅東口
- 川05-2：川口駅東口 - 天神橋 - 上青木五丁目
- 蕨01：蕨駅東口 → 芝南公民館 → 天神前 → 上根橋 → 網代橋 → 芝南公民館 → 蕨駅東口（上根橋先回り)
- 蕨01：蕨駅東口 → 芝南公民館 → 網代橋 → 上根橋 → 天神前 → 芝南公民館 → 蕨駅東口（網代橋先回り)

- 蕨01-2：蕨駅東口 - 芝南公民館 - 網代橋 - 上根橋

青木・上青木・前川・芝地区を経由して川口駅と蕨駅を結ぶ。定時運転の確保と通し利用者の減少により、2004年に分割系統の折り返し便に相当する川05-2と蕨01が新設されたため、本線の川05は本数が減少傾向にある。2006年6月18日の川口営業所移転に伴い、鳩ヶ谷営業所の管轄路線となり、出入庫として蕨01-2が新設された。

### 川口駅 - 鳩ヶ谷駅 - 鳩ヶ谷公団住宅線
- 川18：川口駅東口 - 市役所第二庁舎 - 青木公園入口 - 川口市立高校 - 上青木交番 - 鳩ヶ谷高校 - 鳩ヶ谷駅（JA前）- 桜町二丁目 - 鳩ヶ谷公団住宅

この路線も赤20・蕨03と同様に浦寺操車場（鳩ヶ谷ターミナル）を終点していたが、埼玉高速鉄道開業と同時に浦寺操車場（鳩ヶ谷ターミナル）が閉鎖されたため、川18は鳩ヶ谷駅西口発着へ変更され、川18-2は鳩ヶ谷駅を経由して鳩ヶ谷公団住宅まで乗り入れる形に改めた。その後、SKIPシティの街開きによって大半の便をSKIPシティ経由に変更して鳩ヶ谷駅西口に向かう川18-3と、SKIPシティ・鳩ヶ谷駅経由で鳩ヶ谷公団住宅に向かう川18-4が新設された。しかし、川18と川18-3の鳩ヶ谷駅西口行きは、鳩ヶ谷の市街地に乗り入れない影響から2003年に廃止され、SKIPシティ経由の川18-4も2008年3月30日に廃止、川18-2のみが残され、後に系統番号の整理で枝番が外れて現在に至る。
鳩ヶ谷駅では、川口駅行きのみが鳩ヶ谷駅西口ターミナルに乗り入れる。鳩ヶ谷駅（JA前）停留所に関しては両方向とも停車する。2018年4月1日、総合高校停留所が「川口市立高校」へ名称変更された。

### 川口駅 - グリーンセンター - 戸塚安行駅・東川口駅線
- 川19：川口駅東口 - 市役所第二庁舎 - 青木公園入口 - 川口市立高校 - 上青木交番 - グリーンセンター - 木曽呂 - 新町東 - 戸塚安行駅
- 川20：川口駅東口 - 市役所第二庁舎 - 青木公園入口 - 川口市立高校 - 上青木交番 - グリーンセンター - 木曽呂 - 差間中央 - 北原台 - 東川口駅南口
- 東川03：東川口駅南口 - 北原台 - 差間中央 - 木曽呂 - 新井宿駅
- 安80：新井宿駅 → 木曽呂 → 新町東 → 戸塚安行駅

従来は新町折返場（現・新町東）止まりだったが、埼玉高速鉄道開業によって戸塚安行駅まで延伸した。川20は中央道路経由路線では最長路線で、当初はグリーンセンターまでの路線（季節便）だったが、この停留所は正門横に設けられ、現在のグリーンセンターは「グリーンセンター入口」という停留所名であった。この旧・川20が一度廃止された際に正門横の停留所も廃止され、グリーンセンター入口がグリーンセンターに改称、その後の差間地区宅地開発によって川口駅 - 差間折返場として復活、1992年6月16日に東川口駅まで延伸された。2011年6月1日の改正で、23時台に深夜バスが新設された。
東川03は、早朝に（旧）鳩ヶ谷車庫から神根支所を経由して東川口駅へ向かう出庫系統だったため、東川口駅　→　鳩ヶ谷車庫の運用は長らく存在しなかったが、2010年3月15日より東川口駅南口始発が新設された(夜間便のみ)。2024年4月1日のダイヤ改正により、東川口駅-神根地区におけるラッシュ対応として1便のみ新たに新設された。2011年6月1日の改正により、平日23時台と24時台に各1便、土曜日も23時台に1便が深夜バスとして新設された。安80は戸塚安行駅方面への運行時間を早めるために片方向のみ新設された。2014年6月15日の車庫移転に伴い、東川03・安80共に（旧）鳩ヶ谷車庫から新井宿駅発着に変更された。
2018年4月1日、総合高校停留所が「川口市立高校」へ名称変更された。

### 川口駅 - 医療センター - 新井宿駅線
- 川23：川口駅東口 - 市役所第二庁舎 - 青木公園入口 - 川口市立高校 - 上青木交番 - 川口市立医療センター - 新井宿駅

1994年5月1日の川口市立医療センター開業によって新設された。当初は川口営業所の担当だったが、翌年に鳩ヶ谷へ移管された。2001年3月28日の埼玉高速鉄道開通に合わせて新井宿駅まで延伸された。2011年6月1日の改正で、医療センターを経由しない深夜バスが廃止された。2018年2月1日に新井宿駅ロータリーの移設による閉鎖のため、医療センターで折り返す川23-2が新設され、同年8月31日まで運行された。2018年4月1日、総合高校停留所が「川口市立高校」へ名称変更された。

### 西川口駅 - 鳩ヶ谷庁舎 - 鳩ヶ谷公団住宅線

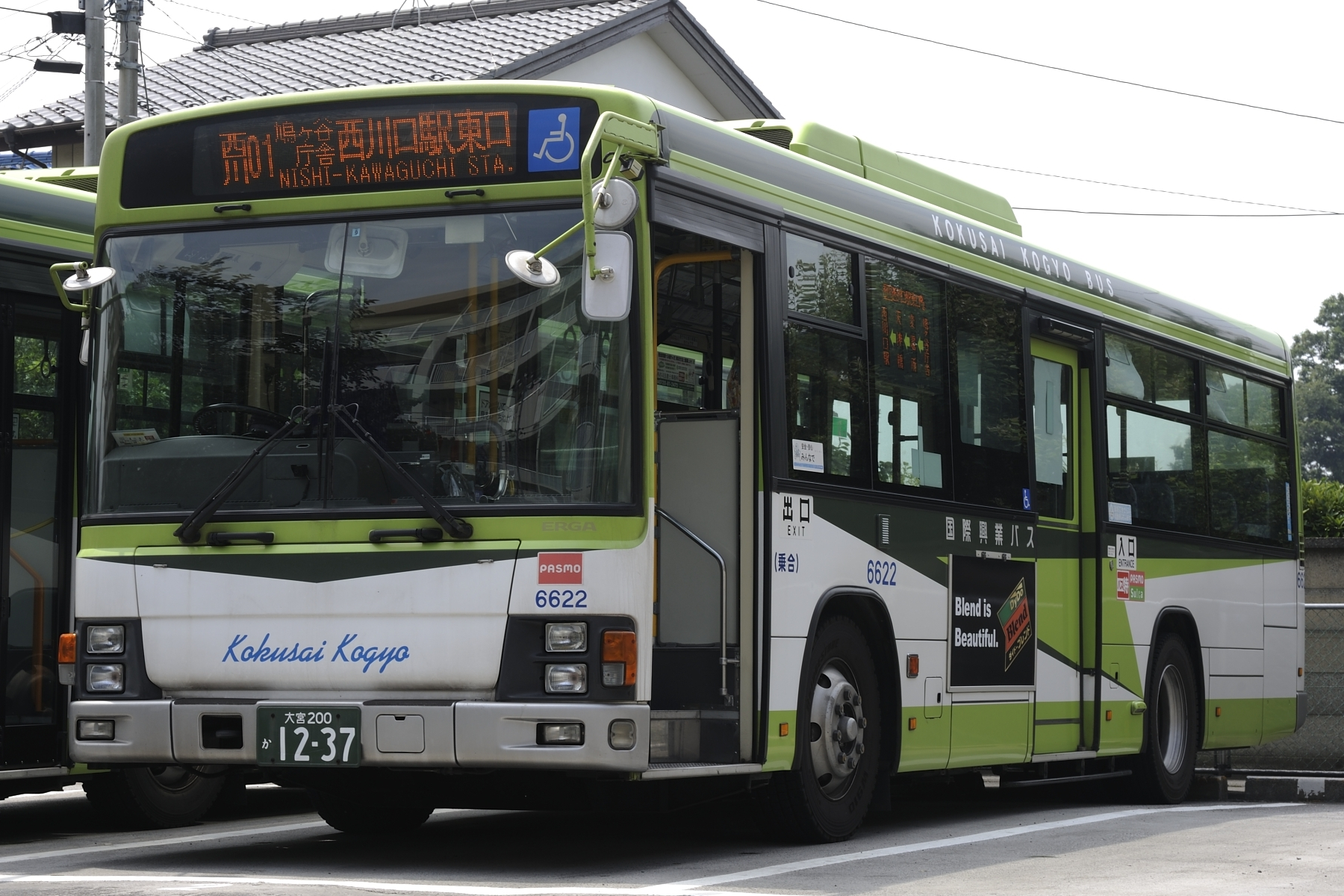
西川01 (6622)

- 西川01：西川口駅東口 - 川口警察署 - オートレース場裏 - 変電所 - 鳩ヶ谷庁舎 - 桜町二丁目 - 鳩ヶ谷公団住宅

赤21の弟的路線で、西川口駅と鳩ヶ谷公団住宅を結ぶ。埼玉高速鉄道開業前は鳩ヶ谷市（当時）や川口市北部周辺に鉄道駅が全く存在せず、最寄駅のJR西川口駅へ行くには完全に路線バスを利用していたため、この路線も鳩ヶ谷 - 赤羽駅線と同様に国際興業屈指の最主力路線だった。特に平日の朝の時間帯は上記の西川01や、本町一丁目から同じ路線を走行する西川04・04-2だけでは供給が足りず、西川02・03を運行して補充していた。
2001年3月28日の埼玉高速鉄道開業によって、西川01は市役所経由から鳩ヶ谷駅経由に経路を変更、従来の市役所経由は西川01-2へ系統を変更し、開業まで運行していた西川02～04・04-2は全て廃止された。西川01-2は、当初ラッシュ時のみ運行になり本数も大幅に減らされたが、予想していた地下鉄への利用転移は大きく下回り、想定外の積み残しが発生、急遽、臨時便の運行や廃止した西川03の復活（臨時便が運行されている期間のみ）がなされた。その後は西川01が本数を大幅に減らして西川01-2が増発されていき、改正1ヶ月半後で西川01は廃止された。そのため、最終的に埼玉高速鉄道開業による改編は立ち消えとなり、西川01-2も2008年3月30日の改正で枝番が消滅、系統番号も運行経路も完全に埼玉高速鉄道開業前に戻ったこととなる。
西川04・04-2（本町一丁目から同じ路線を走行する）も一時は廃止されたが、当初は鳩ヶ谷駅経由で路線復活し、のちに鳩ヶ谷市役所経由へ変更、従来の埼玉高速鉄道開業前に戻った。現在もこの路線は、西川01・04・04-2が西川口駅 - 本町一丁目間で併走しているが、主体となっているのは西川01で、近年では赤21と同様に運転回数が増加傾向にあり、今もなお当営業所の幹線系統として役目を担っている。
2011年10月11日に鳩ヶ谷市が川口市に編入合併されたため、鳩ヶ谷市役所停留所が「鳩ヶ谷庁舎」に改称された。

### 西川口駅 - 鳩ヶ谷庁舎 - 戸塚安行駅 - 東川口駅線
- 西川04：西川口駅東口 - 川口警察署 - 鳩ヶ谷庁舎 - 安行支所 - 戸塚安行駅 - 長蔵二丁目 - 東川口駅南口
- 西川04-2：西川口駅東口 - 川口警察署 - 鳩ヶ谷庁舎 - 安行支所 - 安行花山下 - 鳩ヶ谷車庫（赤山）
- 鳩05：鳩ヶ谷駅東口 → 安行支所 → 戸塚安行駅 → 長蔵二丁目 → 東川口駅南口

西川口駅と安行地区を結ぶ目的で新設されたが、1986年12月10日のダイヤ改正で西川04と西川04-2に分割、1991年1月20日のダイヤ改正で東川口駅南口ロータリーが開業したことで、西川04の東川口駅側を経路変更して東川口駅発着に変更した。1998年4月には、川口東高校周辺の交通アクセス改善として、川口東高校経由に変更された。
旧鳩05は1986年12月改正で一度廃止されるものの、東川口駅南口ロータリー開設時に復活（1日3往復）し、2001年3月28日の埼玉高速鉄道開通に合わせて西川04の廃止代替として、短縮経路として鳩ヶ谷駅 - 東川口駅線が新設され、鳩05は現行経路となった。現在では、鳩05を早朝の東川口駅方向便のみ残して、西川04を完全に復活させた。2001年3月28日の埼玉高速鉄道開業によって西川04が廃止され、前述の鳩05に短縮した。このとき西川04-2も鳩05-2に短縮されたが、5月の改正で西川04・04-2ともに鳩ヶ谷駅経由で再開した。鳩05は廃止されずに残ったが、鳩05-2は廃止された。
2004年7月の改正で、西川04のみ埼玉高速鉄道開業前の経路である変電所・鳩ヶ谷市役所経由に変更した。また、2008年3月30日の改正で、西川04-2も変電所･鳩ヶ谷市役所経由に変更され、この系統も前述の西川01と同様に完全に埼玉高速鉄道開業前の運行経路に戻された。その他、2007年11月21日の改正では、けやき通りが開通したことにより戸塚中学校入口 - 長蔵一丁目を長蔵二丁目経由に変更した。
2011年10月11日に鳩ヶ谷市が川口市に編入合併されたため、鳩ヶ谷市役所停留所が「鳩ヶ谷庁舎」に改称された。
2014年6月15日の鳩ヶ谷車庫移転に伴い、西川04-2の赤芝入口 - （旧）鳩ヶ谷車庫間が短縮され新車庫発着となった。

### 西川口駅 - 医療センター - 新井宿駅線
- 西川06：西川口駅東口 - 川口警察署 - イオンモール川口前川東 - 神根支所 - 川口市立医療センター - 新井宿駅（休日運休）

元々は医療センター経由で東川口駅へと向かう路線であったが、現在は新井宿駅発着となる。現在のように六円橋経由となったのは、1975年頃に地蔵橋を通る道路が整備されたためで、それまでは上青木交番を経由していた。当初から本数が少なく、現在は新井宿駅→西川口駅方向で平日朝に5便、土曜朝に1便が運行（日祝日運休）され、西川口駅→新井宿駅方向は平日朝に3本のみ運行されている（土日祝運休）。川23と同様に、2001年3月28日の埼玉高速鉄道開業によって新井宿駅まで延伸された。2018年2月1日に新井宿駅ロータリーの移設による閉鎖のため、医療センターで折り返す西川06-2が新設され、同年8月31日まで運行された。

### 西川口駅 - 前川 - 東浦和駅線
- 西川07：西川口駅東口 - 川口警察署 - イオンモール川口前川東 - 伊刈消防署 - 北園住宅 - 東浦和駅
- 西川07-2：西川口駅東口 → 川口警察署 → イオンモール川口前川東 → 伊刈消防署

元々は柳崎県営住宅までの運行で、附島橋まで行かず手前の柳崎県営住宅で折り返していたが、川17・蕨02とあわせるように附島橋まで延伸、その後1986年に東浦和駅発着へ変更となった。西川07-2は車庫移転に伴い、伊刈消防署 - （旧）鳩ヶ谷車庫間が短縮され、伊刈消防署止まりの片道運行に変更された。

### 西川口駅 - SKIPシティ - 鳩ヶ谷駅線
- 西川09：西川口駅東口 - 川口警察署 - 青木中央通り - SKIPシティ - SKIPシティ東 - 鳩ヶ谷駅西口

川口市上青木にあるSKIPシティへ向かう路線で、2003年のSKIPシティ街開きの際に新設された川26（川口駅東口 - SKIPシティ - 西川口駅東口）が起源だが、2004年7月20日にSKIPシティへのアクセスを西川口に集約することで川26が廃止、代替として川18-2・18-4が増回、新たに開通したのが西川09である。西川09は朝夕のみ運行、その他は川口営業所が運行している西川08が補っている。2018年9月1日に循環を解消し、鳩ヶ谷駅発着へ変更された。

### 西川口駅 - 網代橋循環
- 西川11：西川口駅東口 → 川口警察署 → イオンモール川口前川東 → 地蔵橋 → 網代橋 → イオンモール川口前川東 → 川口警察署 → 西川口駅東口（平日朝運行）
- 西川11：西川口駅東口 → 川口警察署 → イオンモール川口前川東 → 網代橋 → 地蔵橋 → イオンモール川口前川東 → 川口警察署 → 西川口駅東口（平日夕方運行）

西川口駅から網代橋・前川住宅を循環運行して戻る路線で、平日日中と土曜・日祭日は運行しない完全な通勤路線である。

### 蕨駅 - 東浦和駅線
- 蕨02：蕨駅東口 - 芝公民館入口 - 伊刈消防署 - 北園住宅 - 東浦和駅

蕨02が東浦和駅を終点とするようになったのは1986年からで、それまでは至近の附島橋が終点だった。

### 蕨駅 - イオンモール - 鳩ヶ谷駅 - 新井宿駅線
- 蕨03：蕨駅東口 - 芝南公民館 - イオンモール川口前川 - 上青木交番 - 鳩ヶ谷高校 -（←鳩ヶ谷駅西口）- 鳩ヶ谷駅（JA前） - 桜町二丁目 - 桜ヶ丘 - 新井宿駅
- 蕨03-2：蕨駅東口 - 芝南公民館 - イオンモール川口前川 - 上青木交番 - 鳩ヶ谷高校 - 鳩ヶ谷駅西口

蕨駅から鳩ヶ谷市内を抜けて新井宿駅へ向かう。この路線も赤20・川18と同じく2001年3月28日に埼玉高速鉄道が開業するまでは鳩ヶ谷ターミナルを終点としていたが、開業後はターミナルの廃止によって鳩ヶ谷駅西口に変更された。しかし、鳩ヶ谷駅から先の市街地への足が途絶えたことで利用客が一気に減少し、鳩ヶ谷営業所では同年5月16日に急遽、蕨03-2（初代、蕨駅 - 上青木交番 - 鳩ヶ谷駅 - 鳩ヶ谷車庫）を新設した。埼玉高速鉄道開業前まで運行していた蕨駅 - 鳩ヶ谷市内の連絡路線が復活したこととなるが、この蕨03-2も経路の関係から桜町二丁目に停車しないことが災いし、同年10月9日に再度のダイヤ改正を行う事態となった。この改正で親路線で鳩ヶ谷駅止まりだった蕨03を廃止し、蕨03-2を鳩ヶ谷車庫発着から（桜ヶ丘経由）新井宿駅発着へ変更したことで桜町二丁目にも停車するようになり、ようやく利用客の要望に応えた形となった。
2008年3月30日のダイヤ改正で枝番が外れ、新・蕨03として蕨駅 - 鳩ヶ谷地区 - 新井宿駅線の主要格となったが、これによって埼玉高速鉄道の開業による鳩ヶ谷地区路線の整理は終結となった。開業から実に7年にも及ぶ長期間の再編だった。
2014年6月15日の鳩ヶ谷営業所移転によるダイヤ改正で、平日早朝の1往復のみ蕨03-2が新設された。この路線は、埼玉高速鉄道開業時に蕨03として再設定されたものと同じ蕨駅 - 鳩ヶ谷駅線で、かつてとは系統番号と運行区間が逆転する現象が起きた。運行回数は平日早朝の一往復に抑えられている。2018年2月1日に新井宿駅ロータリーの移設による閉鎖のため、桜町二丁目で折り返す蕨03-3が同年8月31日まで運行された。桜町二丁目到着後は回送で鳩ヶ谷公団住宅まで行き、操車場で折り返していた。
2023年8月17日のダイヤ改正で、日中時間帯は約20分間隔で運転されていた蕨03が約40分間隔に減便され、蕨03-2へ振り替えられた。また、それまで運転されていなかった土曜・休日にも蕨03-2が運行されるようになった。
鳩ヶ谷駅西口には蕨03-2を除き、蕨駅方向のみ停車する。

### 蕨駅 - 川口北スポーツセンター - 医療センター - 新井宿駅線
- 蕨06：蕨駅東口 - 宮根 - 伊刈消防署 - 川口北スポーツセンター - 神根支所 - 川口市立医療センター - 新井宿駅

川05・08が統合されて伊刈消防署経由に変更されたため、経由しなくなる蕨駅東口 - 網代橋の区間を補完する形で登場した。1998年の再編で川05が再び前川経由となったため、入れ替わりで伊刈消防署経由に変更、2001年3月28日の埼玉高速鉄道開通時に新井宿駅まで延伸され現在に至る。2018年2月1日に新井宿駅ロータリーの移設による閉鎖のため、医療センターで折り返す蕨06-2が新設され、同年8月31日まで運行された。

### 蕨駅 - イオンモール川口前川線
- SC01：イオンモール川口前川 - 芝南公民館 - 蕨駅東口 - 芝南公民館 - イオンモール川口前川
- SC01-2：イオンモール川口前川 - 芝南公民館 - 蕨駅東口

ダイヤモンドシティ・キャラ（その後「イオンモール川口キャラ」となり、現在は「イオンモール川口前川」へ変更）の開業によって2001年1月1日に新設された。当初から蕨駅西口発着だったが、2004年7月20日に蕨駅東口止まり・始発の枝番が新設された。蕨駅東口からは駅北側の陸橋を越えて蕨駅西口まで足を延ばす。イオンモールでは構内より発車し、続いて県道上の停留所に停車してから蕨駅へ向かう。深夜バスは毎日同時刻で片道のみ運行される。2021年7月1日のダイヤ改正で西口発着のSC01が運行休止となり、全便が東口発着（SC01-2）となった。2023年8月17日のダイヤ改正でイオンモール始発で循環運行のSC01が新設され、運行休止されていた蕨駅西口発着便は正式に廃止となった。SC01-2は蕨駅東口発着の区間便として存続。

### 鳩ヶ谷駅 - イオンモール川口線
- SC02：イオンモール川口 - 鳩ヶ谷駅西口

2021年（令和3年）のイオンモール川口開業合わせ同年5月25日運行開始。往復で経路が異なり、イオンモール川口行きは内谷田経由、鳩ヶ谷駅西口行きは鳩ヶ谷高校経由のルートを取る。

### 東川口駅 - 環境センター線
- 東川01：東川口駅南口 - 戸塚陸橋 - 川口東高校入口 - 川口環境センター

東川口駅から戸塚東地区を抜け、草加市との境に近い川口環境センターに至る短距離路線。1981年4月1日に戸塚地区の住居増加に伴って浦01を環境センターまで延長する形で開通したものである。しかし、1985年10月1日の埼京線開業に伴う再編で、埼京線とは無関係ながら再編対象路線となり、1986年12月10日に東川口駅で分割された。その際に鳩ヶ谷と浦和の共管で運行開始され、南口ロータリー完成に伴い南口発着に変更された際に鳩ヶ谷単独での運行になった。2011年6月1日の改正で、平日のみ運行していた深夜バスが廃止された。

### 東川口駅 - 差間循環
- 東川05：東川口駅南口 → 北原台 → 差間三丁目 → 川口自然公園 → 差間北 → 北原台 → 東川口駅南口（差間循環）
- 東川05-2：差間三丁目 → 川口自然公園 → 差間北 → 北原台 → 東川口駅南口

2001年3月28日の埼玉高速鉄道開業時に、川口市北部の北原台・差間地区の住宅開発の急増に合わせて新設された。差間地区において狭隘区間を通るため、中型車限定での運用になる。東川05-2は早朝時間帯のみ運行される（鳩ヶ谷車庫→差間三丁目は回送）。

### 東川口駅 - 戸塚安行駅 - 鳩ヶ谷車庫線
- 東川84：東川口駅南口 - 戸塚東三丁目 - 長蔵二丁目 - 戸塚安行駅 - 鳩ヶ谷車庫（赤山）

東川01・05の出入庫便で、2007年11月21日のダイヤ改正で新設された。2014年の車庫移転に伴い、赤芝入口 - 新井宿駅 - （旧）鳩ヶ谷車庫間が短縮された。

### 新越谷駅 - 越谷駅 - 東川口駅線
- 越11：越谷駅西口 - 釣上 - 大門坂下 - 東川口駅北口
- 新越11：新越谷駅西口 - 越谷ファミリータウン入口 - 越谷駅西口 - 釣上 - 大門坂下 - 東川口駅北口

当初は越11（越谷市役所 - 釣上 - 浦和駅、浦和担当）だったが、1970年代後半に越谷駅（現・越谷駅東口）に短縮され段々と定時運行に難が出始めたため、1994年4月1日に東川口駅まで短縮される。その後、東武伊勢崎線の高架複々線化に伴う越谷駅西口の開発事業が完成したために東口発着から西口発着へ変更され、2006年4月21日にイオン浦和美園ショッピングセンター（現・イオンモール浦和美園）の開業によって越12（→新越12）が開通した。
2008年3月30日の改正で南方へ路線を延伸し、新越谷駅西口起点としたうえでさいたま東営業所から移管した。新越谷駅西口からは朝日自動車の路線が越谷ファミリータウンを経由しているが、国際興業の路線はそれより南側の七左町二丁目地区を経由する。2013年2月16日、新越12が廃止された。出入庫は鳩ヶ谷車庫（赤山） - 新越谷駅間を回送している。
2023年8月17日より日中の時間帯のみ越谷駅折り返しとなり越11の系統番号が復活した。

### 東浦和駅 - 新井宿駅・神根福祉センター線
- 東浦11：東浦和駅 - 北園住宅 - 川口北スポーツセンター - 神根福祉センター
- 東浦82：東浦和駅 - 木曽呂 - 石神中 - 北新井宿 - 新井宿駅
- 東浦82-2：東浦和駅 → 木曽呂 → 石神中

東浦11は川17（川口駅 - 上青木交番 - 上根橋 - 川口北スポーツセンター - 東浦和駅）が起源で、2001年3月28日の埼玉高速鉄道開業による再編で鳩ヶ谷駅発着に変更、系統番号も鳩11に変更されたが、利用客の低迷で路線をさらに短縮し、現在の東浦11に至る。東浦82は東浦和駅発着系統の出入庫便であるが、2014年6月15日の車庫移転に伴い新井宿駅発着に変更され、同時に入庫便で途中止まりの東浦82-2が新設された。

### 新井宿駅 - 鳩ヶ谷車庫線
- 鳩80：鳩ヶ谷車庫（赤山） - 門下町 - 新井宿駅

2014年6月15日の鳩ヶ谷車庫移転に伴い新設された出入庫便。

### 南浦和駅 → 東浦和駅 → 東川口駅線（深夜バス）
- 南浦60：南浦和駅東口 → 太田窪五丁目 → 二十三夜 → 円正寺 → 柳崎中央 → イーストシティ → 東浦和駅 → 木曽呂 → 差間中央 → 北原台 → 東川口駅南口

2003年11月17日に新設された。当初はさいたま東営業所が運行していたが、鳩ヶ谷へ移管した。一時期は2便運行されていたが、2008年に武蔵野線のダイヤ改正で終電が繰り下げられると、2009年4月1日の改正で片道1便に減便した上で、京浜東北線の終電と接続できる時間に出発時間を繰り下げた。
南浦和駅を1:13に出発する。深夜バスながら、途中停留所で乗降可能。新型コロナウイルスの影響で2020年4月14日より運休中。

### 新井宿駅 - イイナパーク川口線
- イイナ01：新井宿駅 → イイナパーク川口 → 新井宿駅 → グリーンセンター → イオンモール川口 → グリーンセンター → 新井宿駅（川口パークループ）
- イイナ02：新井宿駅 - イイナパーク川口（川口パークループ）

2023年9月16日に運行を開始した、新井宿駅とイイナパーク川口を結ぶ行楽路線である。いずれも記載停留所以外には停車しない。土曜・休日のみ運行し、イイナ01はイイナパーク川口から新井宿駅へ戻ったのち、グリーンセンターおよびイオンモール川口へ向かう循環路線である。
2025年3月31日廃止(予定) 

### ミッドナイトアロー南浦和・東浦和（深夜急行バス）
- 深夜急行：池袋駅西口 → 王子駅 → 王子神谷駅 → 東十条四丁目（東十条駅） → 赤羽駅東口 → 川口駅東口 → 西川口駅東口 → 蕨駅東口 → 南浦和駅東口 → 東浦和駅

池袋駅を深夜1:20に出発する深夜急行バスのうちのひとつ。始発の池袋駅以外の停留所は降車のみの扱い。新型コロナウイルスの影響で2020年4月14日より運休中。

### Jリーグ輸送
- J02：東浦和駅 - 駒場スタジアム
- J04：東浦和駅 - 埼玉スタジアム2002

浦和レッズの主催試合に運行。

## 廃止・移管路線
- 赤12（初代）：赤羽駅東口 → 赤羽岩淵駅 → 荒川大橋 → 川口郵便局 → 青木公園入口 → 上青木交番 → グリーンセンター → 神根支所 → 新井宿駅（深夜バス）

2003年11月16日に赤羽駅から埼玉県方面への深夜バスとして新設された。当時は途中停留所からの乗車が可能で、現在は通過する赤羽岩淵駅・荒川大橋にも停車していた。2004年4月9日に道合経由へ経路変更。
- 赤12（二代）：赤羽駅東口 → 赤羽岩淵駅 → 荒川大橋 → 川口郵便局 → 青木公園入口 → 上青木交番 → 道合 → 神根支所 → 新井宿駅（深夜バス）

2004年4月9日に初代が経路変更されて新設されたが、利用客の多さ・要望から2005年9月16日に東浦和駅終着へ延伸した。
- 赤20（初代）：赤羽駅東口 - 赤羽岩淵駅 - 荒川大橋 - 坂口 - 樋の爪 - 変電所 - 鳩ヶ谷

2001年3月28日の埼玉高速鉄道開業によって廃止された。
- 赤20-2（初代）：赤羽駅東口 - 赤羽岩淵駅 - 荒川大橋 - 川口元郷駅 - 坂口 - 樋の爪 - 変電所 - 南鳩ヶ谷駅 - 鳩ヶ谷 - 川口市立医療センター

2001年3月28日の埼玉高速鉄道開業によって赤20へ改番の上、新井宿駅経由へ変更。
- 赤20-2（二代）：川口元郷駅 → 南鳩ヶ谷駅 → 鳩ヶ谷庁舎 → 桜町二丁目 → 新井宿駅 → 川口市立医療センター（平日朝1便のみ運行）

2004年12月16日から2009年3月31日までと2013年2月16日から2023年8月17日の2度に渡って運行された。
- 赤21-2：鳩ヶ谷車庫 → 鳩ヶ谷庁舎 → 変電所 → 南鳩ヶ谷駅 → 川口元郷駅 → 荒川大橋 → 赤羽駅東口（赤羽岩淵駅非経由、深夜帯出庫1便のみ）

鳩ヶ谷営業所から赤羽駅方面へ向かう深夜バス向け出庫便で、2001年3月28日に赤22の代替として新設、鳩ヶ谷車庫22:55発の1便のみ運行されていた。鳩ヶ谷車庫の移転に伴い2014年6月15日に廃止（運行最終日は6月13日）。
- 赤22：赤羽駅東口 - 赤羽岩淵駅 - 荒川大橋 - 坂口 - 樋の爪 - 変電所

2001年3月28日の埼玉高速鉄道開業によって、赤21-2へ代替廃止された。
- 赤25（初代）：赤羽駅東口 - 東十条六丁目 - 鹿浜橋 - 皿沼一丁目 - 区境 - 八幡木 - 三ツ和 - 鳩ヶ谷

赤26の出入庫便だったが、1985年10月1日に赤羽へ移管されても1990年5月16日の廃止まで運行された。2011年7月現在、「赤25」の系統番号は赤羽営業所で使われている。
- 赤26（初代）：赤羽駅東口 - 東十条六丁目 - 鹿浜橋 - 皿沼一丁目 - 入谷町 - 入谷東折返場
- 赤26（二代）：赤羽駅東口 - 東十条六丁目 - 鹿浜橋 - 皿沼一丁目 - 入谷町 - 入谷東（循環）

1985年10月1日に赤羽へ移管された。
- 川17（二代）：川口駅東口 - オートレース場裏 - 上青木五丁目 - 上根橋 - 川口北スポーツセンター - 北園住宅 - 附島橋
- 川17（三代）：川口駅東口 - オートレース場裏 - 上青木五丁目 - 上根橋 - 川口北スポーツセンター - 北園住宅 - 東浦和駅
- 川17（四代）：川口駅東口 - 川口税務署入口 - 青木公園入口 - 総合高校 - 上根橋 - 川口北スポーツセンター - 北園住宅 - 東浦和駅
- 川17-2（初代）：川口駅東口 - オートレース場裏 - 上青木五丁目 - 上根橋 - 川口北スポーツセンター - 北園住宅 - 附島橋 - 木曽呂 - 北新井宿 - 鳩ヶ谷車庫
- 川17-2（二代）：川口駅東口 - オートレース場裏 - 上青木五丁目 - 上根橋 - 川口北スポーツセンター - 北園住宅 - 東浦和駅- 附島橋 - 木曽呂 - 北新井宿 - 鳩ヶ谷車庫
- 川17-2（三代）：川口駅東口 - 川口税務署入口 - 青木公園入口 - 総合高校 - 上根橋 - 川口北スポーツセンター - 北園住宅 - 東浦和駅 - 木曽呂 - 北新井宿 - 鳩ヶ谷車庫

1970年頃は川口所管で川口駅 - スポーツセンター間の運行だったが、附島橋延伸時に鳩ヶ谷へ移管され、東浦和駅ロータリー新設に伴い1986年に東浦和駅まで延伸された。1998年7月16日のダイヤ改正では川口駅 - 上根橋間の経路が川19・20等と同経路の総合高校経由に経路変更されたが、2001年3月28日の埼玉高速鉄道開業によって廃止された。
- 川18（初代）：川口駅東口 - 川口税務署入口 - 青木公園入口 - 総合高校 - 上青木交番 - 鳩ヶ谷高校 - 本町二丁目 - 鳩ヶ谷

2001年3月28日の埼玉高速鉄道開業によって鳩ヶ谷駅乗り入れを開始した。
- 川18（二代）：川口駅東口 - 川口税務署入口 - 青木公園入口 - 総合高校 - 上青木交番 - 鳩ヶ谷高校 - 鳩ヶ谷駅西口

2003年10月16日に廃止された。
- 川18-2：川口駅東口 - 川口税務署入口 - 青木公園入口 - 総合高校 - 上青木交番 - 鳩ヶ谷高校 - 鳩ヶ谷駅西口 - 本町二丁目 - 鳩ヶ谷公団住宅

2001年3月28日の埼玉高速鉄道開業によって新設されたが、現在は枝番が無くなり川18（3代）として運行している。
- 川18-3：川口駅東口 - 川口税務署入口 - 青木公園入口 - 総合高校 - 上青木交番 - SKIPシティ - 鳩ヶ谷高校 - 鳩ヶ谷駅西口

2003年2月2日に新設されたSKIPシティ経由便。鳩ヶ谷公団住宅へ行かないことが災いし、8ヶ月後の同年10月16日に川18-4へ統合廃止された。
- 川18-4：川口駅東口 - 川口税務署入口 - 青木公園入口 - 総合高校 - 上青木交番 - SKIPシティ - 鳩ヶ谷高校 - 鳩ヶ谷駅西口 - 本町二丁目 - 鳩ヶ谷公団住宅

2003年2月2日に新設されたSKIPシティ経由便だが、2008年3月30日に総合高校経由の川18-2（現・3代目川18）と統合廃止された。
- 川19（初代）：川口駅東口 - 川口税務署入口 - 青木公園入口 - 総合高校 - 上青木交番 - 上根橋 - グリーンセンター - 神根支所 - 木曽呂 - 新町折返場

2001年3月28日の埼玉高速鉄道開業によって戸塚安行駅まで延伸された。
- 川20（初代）：川口駅東口 - 川口税務署入口 - 青木公園入口 - 女子高前 - 上青木派出所 - 上根橋 - グリーンセンター
- 川20（二代）：川口駅東口 - 川口税務署入口 - 青木公園入口 - 女子高前 - 上青木派出所 - 上根橋 - グリーンセンター - 神根支所 - 木曽呂 - 差間折返場

初代は廃止された1975年頃まで季節運行だった。
- 川22（初代）：川口駅東口 - 市役所東口 - オートレース場裏 - 天神橋 - 昭和橋 - 新郷農協 - 安行支所 - 安行川口青果市場

川口駅‐赤井二丁目までが川07と同経路に変更された際に川口へ移管。
- 川23-2（初代）：川口駅東口 → 川口税務署入口 → 青木公園入口 → 総合高校 → 上青木交番 → 上根橋 → 神根支所 → 新井宿駅（深夜バス・川口市立医療センター非経由）

2001年3月28日の埼玉高速鉄道開業によって新設された深夜バスで、医療センターに立ち寄らずに新井宿駅へ向かう。2011年6月1日に廃止されたが、系統番号は2018年に復活した。
- 川23-2（二代）：川口駅東口 - 市役所第二庁舎 - 青木公園入口 - 川口市立高校 - 上青木交番 - 上根橋 - 神根支所 - 川口市立医療センター

2018年に新井宿駅ロータリーの改修工事が行われ、折り返しが困難になるために医療センター折り返しで新設された救済路線。新井宿駅新ロータリー開設により2018年9月1日に川23へ統合された。
- 川26：川口駅東口 - 川口税務署入口 - 青木公園入口 - 総合高校 - SKIPシティ - 青木公園入口 - 野球場裏 - 西川口駅東口

SKIPシティの街開きによって、川口・西川口両駅からの足として2003年2月2日に新設された。2004年7月20日、SKIPシティへのアクセスを西川口に集約するために西川09へ代替廃止された。
- 西川01（初代）：西川口駅東口 - 野球場裏 - 天神橋 - 変電所 - 鳩ヶ谷市役所 - 鳩ヶ谷 - 鳩ヶ谷公団住宅
- 西川01（二代）：西川口駅東口 - 野球場裏 - 天神橋 - 鳩ヶ谷駅（NTT前）- 桜町二丁目 - 鳩ヶ谷公団住宅

2001年3月28日の埼玉高速鉄道開業によって鳩ヶ谷駅経由に変更され、鳩ヶ谷市役所経由は西川01-2に変更された。しかし次第に立場が逆転し、西川01は廃止された。
- 西川01-2：西川口駅東口 - 野球場裏 - 天神橋 - 変電所 - 鳩ヶ谷市役所 - 桜町二丁目 - 鳩ヶ谷公団住宅

2001年3月28日の埼玉高速鉄道開業によって市役所経由を番号変更したもの。2008年3月30日に枝番が無くなり、現在は西川01（3代）として運行中。
- 西川02：西川口駅東口 - 野球場裏 - 天神橋 - 変電所 - 鳩ヶ谷市役所 - 本町二丁目 - 鳩ヶ谷

2001年3月28日の埼玉高速鉄道開業によって廃止された。
- 西川03：西川口駅東口 - 野球場裏 - 天神橋 - 変電所

2001年3月28日の埼玉高速鉄道開業によって廃止されたが、西川01の改編によって朝ラッシュ時の混雑時は臨時便として西川03が運行されていた。ダイヤ改正による増発が実施されたことで、完全に運行を終えた。
- 西川04（初代）：西川口駅東口 - 野球場裏 - 天神橋 - 変電所 - 鳩ヶ谷市役所 - 慈林 - 安行支所 - 川口東高校 - 東川口駅南口
- 西川04-2（初代）：西川口駅東口 - 野球場裏 - 天神橋 - 変電所 - 鳩ヶ谷市役所 - 慈林 - 安行支所 - 曲輪 - 鳩ヶ谷

混雑する西川01を補う形で運行していたが、2001年3月28日の埼玉高速鉄道開業によって廃止された。
- 西川06（初代）：西川口駅東口 - 野球場裏 - 青木公園入口 - 女子高前 - 上根橋 - 神根支所 - 北新井宿 - 新町 - 一本木坂上 - 東川口駅北口
- 西川06（二代）：西川口駅東口 - 六円橋 - 前川通り - 道合 - 神根支所 - 北新井宿 - 新町 - 一本木坂上 - 東川口駅北口

1991年1月25日の東川口駅南口ロータリー完成によって、東川口駅南口発着へ変更された。
- 西川06（三代）：西川口駅東口 - 六円橋 - 前川通り - 道合 - 神根支所 - 北新井宿 - 新町 - 戸塚支所入口 - 東川口駅南口

1994年5月1日に新設された枝番路線と異なり、医療センターを経由しなかった。1998年7月16日に川口市立医療センター発着へ分断された。
- 西川06（四代）：西川口駅東口 - 六円橋 - 前川通り - 道合 - 神根支所 - 川口市立医療センター

1998年7月16日に川口市立医療センターで分断し、医療センターから北側は東川04として運行した。四代目は2001年3月28日の埼玉高速鉄道開業によって新井宿駅発着へ延伸された。
- 西川06-2（初代）：西川口駅東口 - 六円橋 - 前川通り - 道合 - 神根支所 - 川口市立医療センター - 北新井宿 - 新町 - 戸塚支所入口 - 東川口駅南口

医療センター開院によって三代目の枝番路線として1994年5月1日に新設された。2001年3月28日の埼玉高速鉄道開業によって廃止。
- 西川06-2（二代）：西川口駅東口 - 川口警察署 - イオンモール川口前川東 - 神根支所 - 川口市立医療センター

2018年に新井宿駅ロータリーの改修工事が行われ、折り返しが困難になるために医療センター折り返しで新設された救済路線。新井宿駅新ロータリー開設により2018年9月1日に西川06へ統合された。
- 西川07-2（初代）：西川口駅東口 - 川口警察署 - イオンモール川口前川東 - 伊刈消防署 - 北園住宅 - 東浦和駅 - 木曽呂 - 北新井宿 - 鳩ヶ谷車庫

末期は両方向とも1日1便のみの運行だった。2014年6月15日の鳩ヶ谷車庫移転によって伊刈消防署行きの片道運行に変更。
- 西川07-3：西川口駅東口 - 川口警察署 - 六円橋 - 網代橋 - 伊刈消防署 - 宮下橋 - 東浦和駅 - 木曽呂 - 北新井宿 - 新井宿駅 - 鳩ヶ谷車庫

2001年3月28日の埼玉高速鉄道開業によって新設されたが、2008年3月30日に新井宿駅を経由しない西川07-2（初代）と統合廃止された。
- 西川09（初代）：西川口駅東口 → 川口警察署 → 青木中央通り → SKIPシティ → 青木中央通り → 川口警察署 → 西川口駅東口

2004年7月20日にSKIPシティへのアクセスを西川口側に統一するため、川26の代替で新設された。2018年9月1日に循環を解消の上、鳩ヶ谷駅発着へ変更された。
- 西川10：西川口駅東口 - 川口警察署 - 天神橋 - 上青木五丁目 - 上青木交番 - ダイヤモンドシティキャラ - 芝南公民館 - 蕨駅東口

2001年3月28日の埼玉高速鉄道開業によって開業したが、利用客が定着しなかったことで同年10月9日に廃止された。
- 蕨02-2：蕨駅東口 - 芝公民館入口 - 伊刈消防署 - 北園住宅 - 東浦和駅 - 木曽呂 - 北新井宿 - 鳩ヶ谷車庫

末期は両方向とも1日1便のみの運行だった。2014年6月15日の鳩ヶ谷車庫移転によって廃止。
- 蕨02-3（初代）：蕨駅東口 → 芝公民館入口 → 伊刈消防署 → 川口北スポーツセンター → 神根支所 → 木曽呂 → 石神中 → 鳩ヶ谷車庫（深夜バス）

スポーツセンター経由で運行された深夜バスで、東浦和駅を経由しない。2001年3月28日の埼玉高速鉄道開業によって毎時運行・新井宿駅経由へ変更された。
- 蕨02-3（二代）：蕨駅東口 - 芝南公民館 - 伊刈消防署 - 宮下橋 - 東浦和駅 - 木曽呂 - 北新井宿 - 新井宿駅 - 鳩ヶ谷車庫

初代で運行された深夜バスを毎時運行としたものだが、2008年3月30日に新井宿駅を経由しない蕨02-2と統合廃止された。
- 蕨03（初代）：蕨駅東口 - 芝南公民館 - ダイヤモンドシティキャラ - 上青木交番 - 鳩ヶ谷高校 - 本町二丁目 - 鳩ヶ谷

2001年3月28日の埼玉高速鉄道開業によって鳩ヶ谷駅発着に変更された。
- 蕨03（二代）：蕨駅東口 - 芝南公民館 - ダイヤモンドシティキャラ - 上青木交番 - 鳩ヶ谷高校 - 鳩ヶ谷駅西口

2001年3月28日の埼玉高速鉄道開業によって新設されたが、同年10月9日に新井宿駅発着へ変更された蕨03-2へ統合廃止された。2014年6月15日鳩ヶ谷車庫移転によって同区間が蕨03-2として復活した。
- 蕨03-2（初代）：蕨駅東口 - 芝南公民館 - ダイヤモンドシティキャラ - 上青木交番 - 鳩ヶ谷高校 -（←鳩ヶ谷駅西口）- 鳩ヶ谷駅（JA前） - 鳩ヶ谷車庫（桜町二丁目非経由）

鳩ヶ谷駅発着となった蕨03では不便になった利用者の声を受けて2001年5月16日に急遽新設したが、桜町二丁目に停車しないことが災いして同年10月9日に新井宿駅発着へ変更された。
- 蕨03-2（二代）：蕨駅東口 - 芝南公民館 - ダイヤモンドシティキャラ - 上青木交番 - 鳩ヶ谷高校 -（←鳩ヶ谷駅西口）- 鳩ヶ谷駅（JA前） - 桜町二丁目 - 新井宿駅

2001年10月9日に桜町二丁目経由新井宿駅発着として蕨03（二代）と統合して新設された。2008年3月30日に枝番が外れ、現在は蕨03（三代）として運行中。
- 蕨03-3：蕨駅東口 - 芝南公民館 - イオンオール川口前川 - 上青木交番 - 鳩ヶ谷高校 -（←鳩ヶ谷駅西口）- 鳩ヶ谷駅（JA前）- 桜町二丁目

2018年に新井宿駅ロータリーの改修工事が行われ、折り返しが困難になるために桜町二丁目折り返しで新設された救済路線。桜町二丁目到着後は鳩ヶ谷公団住宅まで回送され、折り返していた。新井宿駅新ロータリー開設により2018年9月1日に蕨03へ統合された。
- 蕨04：蕨駅東口 → ダイヤモンドシティキャラ → 上青木交番 → 天神前 → 前川 → 産業道路 → 蕨駅東口（朝運行）
- 蕨04：蕨駅東口 → 産業道路 → 前川 → 天神前 → 上青木交番 → ダイヤモンドシティキャラ → 蕨駅東口（夜運行）

1998年7月16日の川05・08統合時に上青木交番経由へ変更され、川09廃止時に補完で朝ラッシュ時に上青木交番先回り、夕ラッシュ時に天神前先回りになった。2008年3月30日に廃止。
- 蕨05（初代）：蕨駅東口 - 芝支所 - 芝塚原 - 芝園団地 - 蕨駅西口

芝地区と蕨駅の両側を結ぶ路線。1998年7月16日に蕨駅東側を南浦和駅発着へ変更の上、戸田へ移管された。
- 蕨06-2：蕨駅東口 - 宮根 - 伊刈消防署 - 川口北スポーツセンター - 神根支所 - 川口市立医療センター

2018年に新井宿駅ロータリーの改修工事が行われ、折り返しが困難になるために医療センター折り返しで新設された救済路線。新井宿駅新ロータリー開設により2018年9月1日に蕨06へ統合された。
- 蕨07：蕨駅東口 → 芝南公民館 → 宮根 → 伊刈消防署 → 網代橋 → 前川住宅 → 六円橋 → 川口警察署 → 西川口駅東口

2001年3月28日の埼玉高速鉄道開業時に、ダイヤモンドシティ（現・イオンモール川口前川）の東側を経由する遠回り路線として新設したが、2004年7月20日から蕨駅 → 西川口駅の片道1便運行となった。2008年3月30日に廃止。
- 東川01：東川口駅南口 - 戸塚陸橋 - 川口東高校入口 - 川口環境センター（深夜バス）

2011年6月1日に深夜バスのみ廃止された。
- 東川03：東川口駅南口 - 北原台 - 差間中央 - 木曽呂 - 鳩ヶ谷車庫

2014年の鳩ヶ谷車庫移転により、新井宿駅発着へ変更された。
- 東川03-2：木曽呂 → 差間中央 → 北原台 → 東川口駅南口

平日朝の通勤時間帯に木曽呂から東川口駅までの区間運行を行っている。基本的には東川口駅に到着すると車庫に戻るか、回送で木曽呂まで戻って再び運用に入る場合が存在する。2013年2月16日に廃止。
- 東川04：東川口駅南口 - 戸塚支所入口 - 北新井宿 - 川口市立医療センター

1998年7月16日に西川06を医療センターまで短縮した際に切り捨てられる区間を補完するために新設されたが、2001年3月28日の埼玉高速鉄道開業によって廃止。
- 東川82：東川口駅北口 → 戸塚小学校 → 戸塚体育館 → 戸塚安行駅 → 新井宿駅 → 鳩ヶ谷車庫

埼玉高速鉄道開業で鳩04・04-2が岩11・11-2に統合になったため、切り捨てられた東川口駅以南の区間の補完と車両の送り込みとして新設された。末期は入庫のみ運行していたが、2006年4月1日に岩11・11-2がさいたま東へ移管されたため廃止された。現在、戸塚小学校付近は赤13のみが通るため、降車専用停留所として時刻表の掲載がない。
- 東川83：東川口駅南口 - 戸塚東三丁目 - 川口東高校 - 戸塚安行駅 - 曲輪 - 新井宿駅 - 鳩ヶ谷車庫

けやき通りの一部区間開通（長蔵経由）に伴い、2007年11月22日に東川84へ統合廃止。
- 東川83-2：東川口駅南口 - 戸塚東三丁目 - 川口東高校 - 戸塚安行駅 - 新井宿駅 - 鳩ヶ谷車庫

末期は朝・夕の通学時間帯に片方向1便運行していた。2014年6月15日の鳩ヶ谷車庫移転によって廃止。
- 東川91：東川口駅北口 →（直通）→ 目白大学

平日早朝1便のみ運行していた目白大学への直行便で、2006年に岩11・12がさいたま東営業所へ移管されても当路線は鳩ヶ谷の管轄だった。2023年2月7日から休校日ダイヤへ移行されて運休となり、同年4月1日に廃止された。これにより鳩ヶ谷営業所管内から岩槻区起終点の路線が全て消滅した。
- 東浦01：東浦和駅 - 尾間木 - 芝原 - 馬場折返場（さいたま市立病院入口）

1998年より浦和営業所（当時）と共管運行していたが、2010年3月15日にさいたま東営業所単独運行へ変更された。
- 東浦02（初代）：東浦和駅 → 北園住宅 → 川口短期大学 → 川口北高校 → 東浦和駅
- 東浦02（初代）：東浦和駅 → 川口北高校 → 川口短期大学 → 北園住宅 → 東浦和駅

1995年10月16日に新設された川口短期大学循環路線。2000年6月17日から川口短期大学側で自家用の送迎バスを開設したため、運行を終了した。
- 新越12：新越谷駅西口 - 越谷ファミリータウン入口 - 越谷駅西口 - 釣上 - 大門坂下 - イオン浦和美園ショッピングセンター - 東川口駅北口

2013年2月16日に、イオン浦和美園ショッピングセンターを経由しない新越11と統合廃止された。
- 草加14：草加駅西口 - 草加市立病院 - 苗塚町 -（←寿橋通） - 安行北谷 - 安行原団地 - 安行川口青果市場 - 安行出羽（東武バスセントラル草加営業事務所と共同運行）

2004年7月20日に東武バスとの共同運行路線として新設された。2006年6月16日、川口営業所の移転によって川口営業所へ移管された。
- 鳩01（初代）：鳩ヶ谷 - 北新井宿 - 新町折返場 - 安行花山下 - 曲輪 - 鳩ヶ谷（戸塚循環）

全盛期は安行花山下先回りと新町先回りの双方向が毎時運行されていたが、1986年12月10日に廃止。最末期は早朝に新町先回りが1便運行されるのみだった。
- 鳩01（二代）：鳩ヶ谷 - 安行花山下 - 東川口駅北口

1986年12月10日に東川口駅発着路線として新設、南口ロータリーが開設された1991年1月まで運行された。
- 鳩01（三代）：鳩ヶ谷 - 安行花山下 - 東川口駅南口

2001年3月28日の埼玉高速鉄道開業時に東川83-2へ変更された。
- 鳩02（初代）：鳩ヶ谷 - 北新井宿 - 新町 - 一本木坂上 - 東川口駅 - 美園引返場
- 鳩02（二代）：鳩ヶ谷 - 北新井宿 - 新町 - 一本木坂上 - 東川口駅北口
- 鳩02（三代）：鳩ヶ谷 - 北新井宿 - 新町 - 戸塚支所入口 - 東川口駅南口

1998年7月16日に廃止された。
- 鳩03：鳩ヶ谷 - 木曽呂 - 附島橋 - 東浦和駅 - 駒形 - 花月 - 原山 - 浦和駅西口（浦和営業所と共同運行）

現在の浦09の前身と言えるが、尾間木小学校入口経由である点が異なる。基本的に平日が浦和、土日祝や夏季・正月ダイヤ時は鳩ヶ谷が担当していた。1996年10月16日に廃止された。
- 鳩04：鳩ヶ谷 - 立山 - 戸塚支所 - 東川口駅北口 - 鈎上 - 峰谷 - 和土 - 元浅間 - 岩槻駅
- 鳩04-2：鳩ヶ谷 - 立山 - 戸塚支所 - 東川口駅北口 - 鈎上 - 峰谷 - 目白大学 - 和土 - 元浅間 - 岩槻駅

2001年3月28日の埼玉高速鉄道開業によって、東川口 - 岩槻間に短縮のうえ岩11・11-2へ統合。2006年にさいたま東へ移管された。
- 鳩06：鳩ヶ谷駅東口 - 江戸袋北 - 新郷支所 - 苗塚町 - トクホンプラザ - 草加駅西口

2003年に一度川口営業所から移管されたが、2009年に再び川口担当に戻された。
- 鳩11：鳩ヶ谷駅西口 - グリーンシティ - 上根橋 - 川口北スポーツセンター - 北園住宅 - 東浦和駅

2001年3月28日の埼玉高速鉄道開業時に新設されたが、2008年3月30日に東浦11へ代替廃止された。グリーンシティとは鳩ヶ谷高校西側に位置する「イオンモール川口」の旧称で、1984年の開業から2011年まで使用された。医療センター西側のグリーンセンターとは異なる。
- 鳩80（初代）：鳩ヶ谷車庫 - 新町折返場

川19の出入庫系統で、安81の前身にあたる。
- 鳩81（初代） : 鳩ヶ谷 - 北新井宿 - 木曽呂 - 附島橋
- 鳩81（二代）：鳩ヶ谷 - 北新井宿 - 木曽呂 - 附島橋 - 東浦和駅

東浦82の前身で附島橋発着便（蕨02・川17）の出入庫用として当初は附島橋まで運行していたが、1980年代前半に東浦和駅バスロータリー開設に伴い同駅までの延長時に一度廃止。その後1995年10月に復活し東浦02の出入庫便として鳩ヶ谷車庫まで運行したが、鳩03廃止に伴い鳩ヶ谷まで延伸された。東浦02廃止後も2001年3月28日の埼玉高速鉄道開業まで残存して運行した。
- 鳩90：鳩ヶ谷車庫 → 本町二丁目 → 鳩ヶ谷駅東口

2001年3月28日に新設された鳩ヶ谷駅東口行きのみ運行の出庫路線で、2008年3月30日に廃止。末期は鳩05の送り込み専用だった（鳩06は営業運転せず回送）。
- 鳩91：鳩ヶ谷車庫 - 本町二丁目 - 鳩ヶ谷駅（JA前）- 鳩ヶ谷駅西口

2001年3月28日に新設された、鳩ヶ谷駅西口を起終点とする全系統の出入庫路線。鳩ヶ谷駅西口発着路線の消滅によって2008年3月30日に使命を終えた。なお、2018年現在は蕨03-2が鳩ヶ谷駅西口発着路線として運行されているが、早朝1往復のみの運行で蕨駅発の折り返し便となるため設定されていない。
尚、方向幕のコマ不足防止及び鳩90の車庫方向の運行も計画されていた為か、車庫方向のみ「鳩ヶ谷車庫」のみの系統無幕を使用していた時期も存在した。
- 安80：鳩ヶ谷車庫 → 木曽呂 → 新町東 → 戸塚安行駅

2014年6月15日の鳩ヶ谷車庫移転によって新井宿駅始発へ変更された。逆方向は2001年3月28日の新設当初から設定されておらず、安81・81-2を用いた。
- 安81：戸塚安行駅 - 新町東 - 鳩ヶ谷車庫
- 安81-2：戸塚安行駅 - 新町東 - 新井宿駅 - 鳩ヶ谷車庫

2001年3月28日の埼玉高速鉄道開業によって川19が戸塚安行駅まで延伸されたため、鳩80を延伸・木曽呂を経由しない形で新設した。2003年11月16日に廃止されて以後、戸塚安行駅 - 鳩ヶ谷車庫間は回送で出入庫している。
- 関01：鳩ヶ谷 - 三ツ和 - 八幡木 - 区境 - 入谷南 - （←鹿浜橋 ← 北堀の内 ← 熊の木橋 / 上沼田 →）- 江北橋 - 西新井橋 - 京成関屋駅

元は上記の沿革欄にある蓮田～岩槻～鳩ヶ谷～千住中組（のちに京成関屋まで延長）の長距離路線であったが渋滞等による定時運行難から岩槻と鳩ヶ谷で分断しそれぞれ蓮11・鳩04・関01となった。ただし分断後も1970年11月9日までは従来の通し運行も残っていた。関01に関しては1978年7月9日に廃止。
- 深夜急行：池袋駅西口 → 王子駅 → 東十条四丁目 → 赤羽駅 → 川口駅 → 西川口駅 → 蕨駅 → 上青木交番 → 鳩ヶ谷駅西口 → 新井宿駅

2008年7月14日より、池袋地区の深夜急行路線拡充・経路再編に伴い、南浦和・東浦和駅方面に変更された。
- 川口市（旧鳩ヶ谷市）コミュニティバス「ミニは〜と」

川口市コミュニティバス「みんななかまバス」の路線再編成による統合に伴い、2013年12月15日に全線廃止。

## 車両

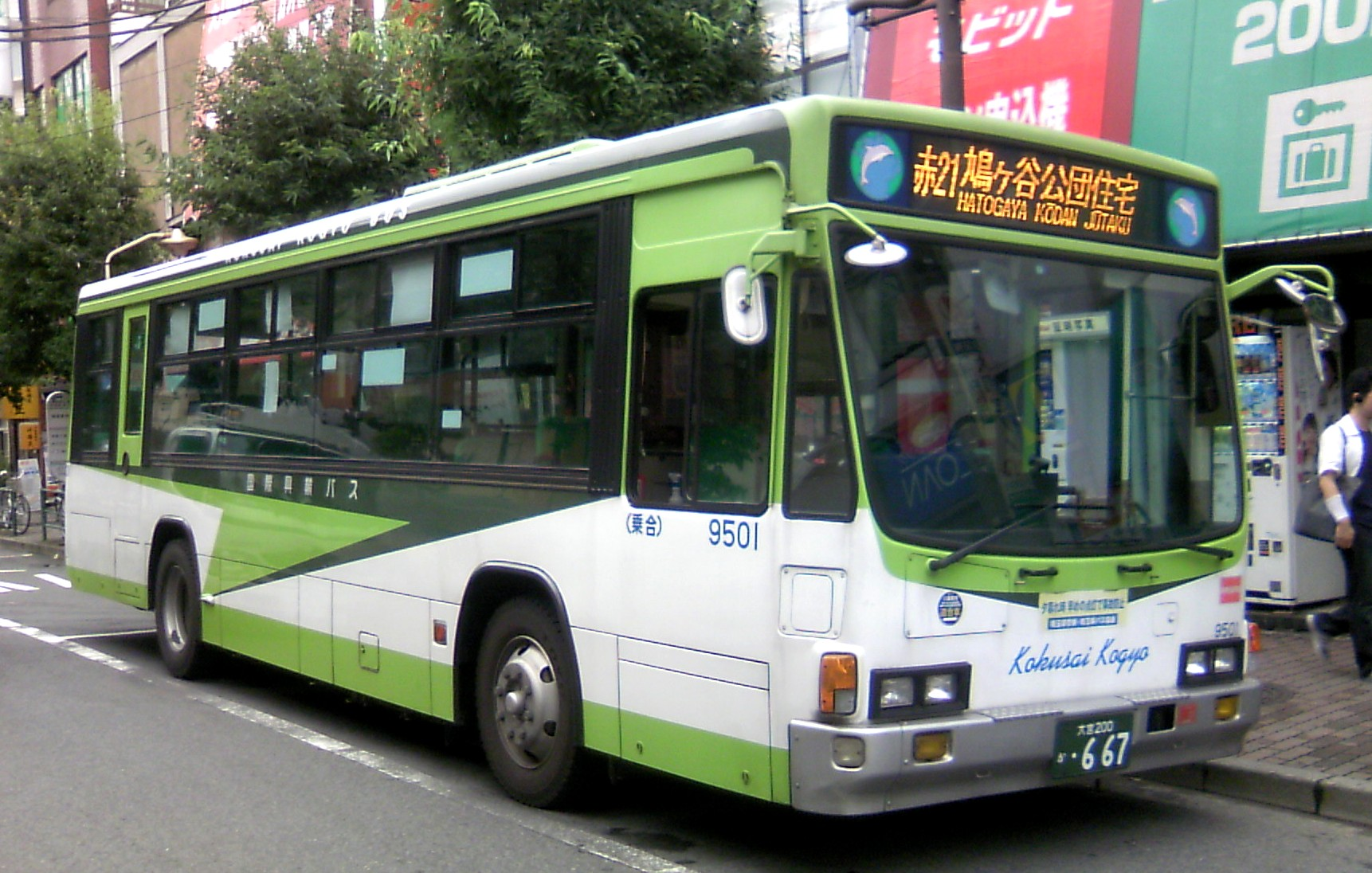
江ノ電バスから移籍したKC-LV380L改。鳩ヶ谷時代は赤21として赤羽にも姿を見せていた。(9501)

他営業所同様、大半がいすゞ自動車製のエルガやエルガミオだが、川口市コミュニティバス用に日野自動車製のポンチョIIも存在する。
労働組合所有の国際興業バス標準塗装のジャーニーJと購入時の塗装のままであろうジャーニーJ（自家用ナンバー）が存在する。
以前は飯能営業所を除いた他の営業所に比べて低年式の車両が多かったが、排ガス規制強化後は他の営業所同様に低年式車を他社に早期に譲渡したり、規制対象外地域の飯能へ転属させたため格差は無くなった。ノンステップバスも存在し、主に川口市立医療センターを発着路線に充当している。
2002年9月15日、江ノ電バスが所有していた2000年式のKC-LV380L改（江ノ電バス社番・旧114）が配置され、国際興業では9501が与えられた。この車両は諸事情で江ノ電バスが手放し、メーカーのいすゞ自動車が保管していたものを再整備の上で国際興業に提供したものである。後に池袋営業所へ用途外専用車両として転属し、さらに飯能営業所へ転属、2018年3月まで一般路線で運行された。
2014年度中から、川口ナンバー（ご当地ナンバー）の導入に伴い、新車と他地域ナンバーエリアの営業所からの転入車は川口ナンバーで登録される。